# Zongor Zsigmond
Zongor Zsigmond (Spáca, 1580 körül – Pozsony, 1657. november 5.) római katolikus pap, nyitrai és esztergomi kanonok, ludányi apát, a fellebbezési törvényszék bírája, 1644-től csanádi püspök, 1648-tól nagyváradi püspök, 1655-től haláláig váci püspök.

## Élete
Pray György szerint ludányi, Kollányi Ferenc szerint szenttamási Zongor Zsigmond született Spácán (Pozsony vármegyében) 1580 körül. Atyja, Benedek,  birtokos nemes  volt. Ifjú korát homály fedi. 1616-ban tűnik fel a forrásokban, mint nyitrai kanonok, 1625-ben már székesegyházi főesperes volt. Amikor Dávid Pál ludányi apátot 1625-ben pécsi püspökké nevezték ki, Zongor kapta meg az apátságot, amelyet ő is váci püspökké való kineveztetéséig tartott meg. Ezenkívül bírta a Szentháromságról nevezett libercsei oltárjavadalmat is. Az 1648. évi nagyszombati zsinat határozatait mint ludányi apát és a nyitrai káptalan képviselője írta alá.
III. Ferdinánd magyar király 1644-ben Csanádi  püspökké nevezte ki. Mivel püspöksége a török uralom  alatt volt, a szegedi ferencesek házfőnökét nevezte ki helynökévé, őmaga pedig továbbra is Nyitrán maradt. Bosnyák István nyitrai püspök Zongort nevezte ki helynökévé, javainak és a nyitrai várnak kormányzójává. Lippay György esztergomi érsek 1645. december 8-án egy esztergomi kanonoki, későbben a nagypréposti javadalmat adta neki. XI. Ince pápa trónra lépte után Zongor így ír a szegedi gvárdiánnak: »Im az mostani Szentséges Pápánk in initio ingiessionis sui regiminis megajándékozta a Cristus hiuéit és Jubileumot bocsátott minden Dioecziseghre, az okért en is hiuatalom szerint im megküldöttem, keruen Attiasagodat miltoztassék anni faratsagot tenni (minthogi en nem tudom, kik uadnak azon Prouinciamban), hanem kigielmed minden rendeket, Plebanusokat és egieb renden való Frátereket convocaljon és agia eléikbe, hogy alkalmaztassanak magokat az ő Szentségi akaratiahoz és mihelen kezökhöz iön az Jubilium, két hét alat promulgaliak az Bullának Continentiaja szerint. Holha alkalmatossaga leend kednek, irion ennekem az oda való állapot felől, meli helien es hani plebanus lehet azon prouinciamban, az Neueket is iria megh hogi annal inkább tehetségem szerént gondot uiselhessek reájuk. En is minden illendő dolgokban szolgálni akarok kednek. Éltesse Isten kedet. Nitt. 15. Martij. Kristusban jóakaró testvére, Zongor Zsigmond, választott csanádi püspök.«[forrás?]
Ugyanebben az ügyben 1648. május 10-én Szentbenedekről írt egy latin levelet a házfőnöknek, amelyhez már a pápai bullát is csatolta. A király Zongort 1649-ben a váradi püspökségre helyezte át, és az országgyűlés a fellebbezési törvényszék bírájává tette. Az 1655-ik évben kapta meg a pozsonyi prépostságot és ugyancsak 1655. szeptember 27-én a váci püspökséget. Mint pozsonyi prépost sekrestyét építtetett a székesegyházhoz; mint váci püspök — Desericius szerint — az akkori szegényes javadalmából alapítványt tett a nagyszombati generalis szemináriumban néhány papnövendék nevelésére.[forrás?]
1657. november 5-én Pozsonyban hunyt el. A székesegyház sírboltjába temették. Sírköve vörösmárványból készült. Végrendeletében 5000 forintot hagyott misealapítványul, 1000 forintot a nagyszombati papnevelő intézetnek, 5200 forintot felerészben a pozsonyi egyház zenekarának és felerészben a vácegyházmegyei szegény papok és licenciátusok javadalmazására, 1000 forintot a nagyszombati pálosoknak növendékeik kiképzésére, végül 2000 forintot a nógrádi vár kiépítésére.

## Műve
- 1641-ben megírta a káptalan birtok-könyvét Matricula vei Urbárium Capituli Nitriensis címen. Ez befejezetlen ugyan, de így is becses adatokat tartalmaz.